# Joel Barlow
Joel Barlow (Redding, 24 marzo 1754 – Cracovia, 26 dicembre 1812) è stato un poeta, politico e diplomatico statunitense.

## Biografia
Barlow nacque nel Connecticut e dopo aver frequentato il Dartmouth College si iscrisse alla Yale University, dove si laureò nel 1778.
Lo stesso anno fece pubblicare un poema in cui polemizzò con la pratica schiavista, intitolato "The Prospect of Peace".
Nel 1784 si trasferì ad Hartford, dove collaborò con la rivista American Mercury prima di entrare a far parte del gruppo denominato Connecticut Wits, formato da giovani scrittori quali Lemuel Hopkins, David Humphreys e John Trumbull, che si dilettarono in pagine di satira anti-inglese, seppur globalmente di stampo conservatrice.
Contribuì alla stesura di Anarchiad, un giornale satirico-politico, e nel 1787 realizzò un lungo e ambizioso poema epico, The Vision of Columbus, che riscosse una buona accoglienza da parte della critica e del pubblico. Dieci anni dopo ripubblicò una versione aggiornata ed ampliata della stessa opera reintitolandola, Columbiad, che invece non ottenne il successo sperato.
Il poema per il quale l'autore è maggiormente ricordato, però è intitolato Hasty Pudding (1793), ispiratogli da una sorta di polenta o hasty pudding ("pasticcio sbrigativo") mangiato durante un suo soggiorno in Savoia, dove si recò per stringere amicizia con Tom Paine e per ottenere la cittadinanza onoraria della appena nata repubblica francese.
Alcune sue opere subirono critiche pesanti e addirittura nel 1792, Advice to the Privileged Orders venne dato alle fiamme in Inghilterra.
Tra gli altri suoi lavori letterari, si ricordano: Conspiracy of Kings, a Poem addressed to the Inhabitants of Europe from another Quarter of the Globe (1792); View of the Public Debt, Receipts and Expenditure of the United States (1800); Political Writings of Joel Barlow (1796).

## Carriera diplomatica
Una volta trasferitosi in Francia, divenne un liberale nella sfera religiosa e un repubblicano in politica. Aiutò Thomas Paine nella stesura e per la pubblicazione della prima parte di "The Age of Reason" durante il periodo di prigionia dell'interessato a causa del Regime del Terrore.
Trascorse molti anni a Londra, diventando membro della "London Society for Constitutional Information". Pubblicò vari trattati, tra i quali Advice to the Privileged Orders (1792), che fu proscritto dal governo britannico.
Svolse la mansione di console americano ad Algeri nel biennio 1795-1797. Dopo qualche anno di permanenza negli Stati Uniti, venne nominato ambasciatore plenipotenziario in Francia e quindi negoziò con Napoleone su tematiche commerciali ed economiche.
Morì in Polonia, dove il presidente Madison lo aveva mandato in missione diplomatica per contattare Napoleone.